# Frank Znort Quartet
Frank Znort Quartet er et jazz/punk-storband fra Oslo i Norge. Bandet har spillet sammen siden 1998, og holder ugentlige søndagskoncerter på koncertstedet BLÅ.